# لا سنزا
شركة لا سنزا (بالإنجليزية: La Senza Corporation)‏ هي متاجر تجزئة كندية للأزياء ومقرها في كيبك، كندا ، وتبيع الملابس الداخلية والملابس الحميمة. والعلامة التجارية لا سنزا مملوكة حاليا من قبل ليميتد براندز (بالإنجليزية: Limited Brands)‏.

## وصلات خارجية
- الموقع الرسمي